# Rue de la Paix (Vologda)
Pour les articles homonymes, voir Rue de la Paix.
La rue de la Paix (en russe : У́лица Ми́ра (oulitsa Mira)), anciennement rue du Gostiny Dvor et quai Glinkovskaïa) est une des rues principales de la ville de Vologda dans le nord-ouest de la Russie. Elle démarre rue Sergueï Orlov le long de la rivière Zolotoukha jusqu'à la place Babouchkine. La rue Kirov commence au no 42. La rue de la Paix se trouve dans le centre historique de la ville. La partie de la rue Sergueï Orlov jusqu'à la rue d'Octobre se trouve dans le district du kremlin de Vologda et le reste dans le district de Nijni Possad.
Cette rue possède une signification culturelle et historique importante pour la ville. L'on y trouve plusieurs édifices du XVIIIe   au   XXe siècle du patrimoine architectural: l'ensemble des galeries marchandes, la maison des expositions des foires commerciales, et des monuments mémoriaux. Une partie de la rue double les murs Est du kremlin de Vologda. En outre, c'est une artère importante pour les transports publics dans la partie centrale de la ville et elle joue une rôle majeur comme artère commerçante.

## Origine des noms
Jusqu'en 1918, la partie de la rue entre la rue Sergueï Orlov et la rue d'Octobre s'appelait la place du Gostiny Dvor (c'est-à-dire cour ou galeries des marchands), le reste (jusqu'à la place Babouchkine actuelle), quai Glinkovskaïa. Le nom de Gostiny Dvor provient de la cour des marchands qui exista jusqu'au XVIIe siècle et le nom de Glinkovskaïa provient du mot glina (глинa) qui veut dire argile que l'on obtenait en creusant le long de la Zolotoukha pour construire le kremlin de Vologda. Le toponyme de Glinka est utilisé à partir de la seconde moitié du XVIIIe siècle et est conservé dans le nom de l'église Saint-Nicolas-des-Glinki (des argiles).

## Histoire

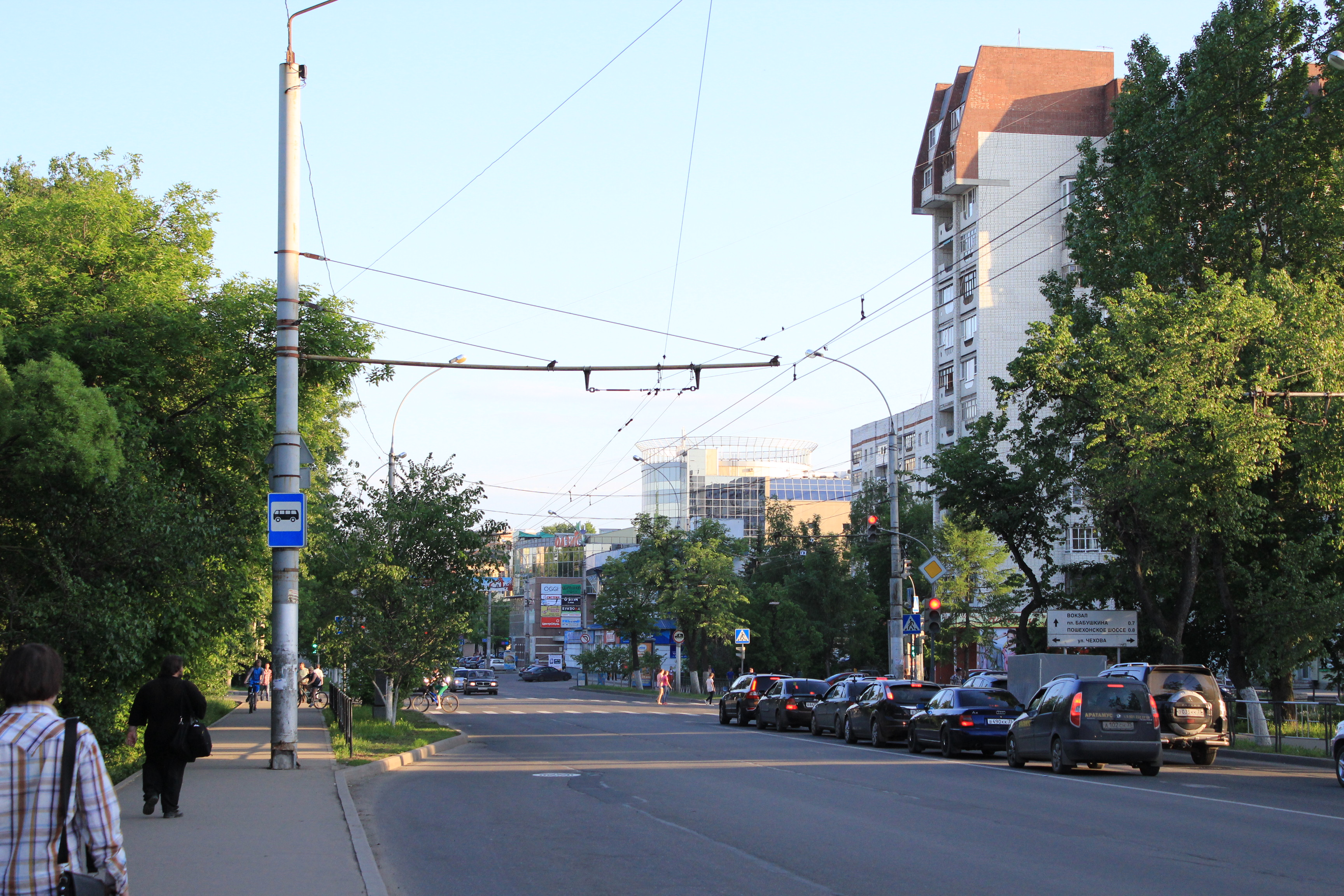
Vue de la rue de la Paix près du centre commercial Oasis.

Le tracé de la rue de la Paix longe la limite Est du kremlin de Vologda de la tour de l'Ascension à la tour Oboukhovskaïa. La charte de 1627 mentionne le Gostiny Dvor avec ses commerces et les granges du souverain, qui était situé dans le pâté de maisons de l'immeuble actuel no 6. Près de la rivière Zolotoukha, on trouvait les étalages de marchands.
Au début, la rue se nommait la rue de la Zolotoukha ou de manière non officielle le « quai au Foin », parce que l'hiver on y vendait du foin et des bûches le long de la rivière. Plus tard, la rue Glinkovskaïa s'est déroulée de l'église Saint-Nicolas-des-Glinki. À l'époque, on parlait encore de la place du Gostiny Dvor,.
Le 16 octobre 1918, pour marquer l'anniversaire de la révolution d'Octobre, le soviet municipal fait réunir la rue de la Zolotoukha au quai Glinkovskaïa pour former le quai de la Liberté, tandis que la place du Gostiny Dvor reçoit le nom de place de la Liberté.
La rue est rénovée et nivelée à partir de 1936, les trottoirs sont asphaltés et l'on plante des rangées d'arbres. En 1937-1938, on empierre et goudronne la rue avec une allée centrale plantée de tilleuls entre la rue Maïakovski et la rue de l'Annonciation. En 1937, on aménage un square entre le pont aux Bouchers et le pont Vinterovski. Des arbres sont plantés le long des rives. Mais pendant la  Grande Guerre patriotique, tout est enlevé pour faire pousser des légumes. De nouvelles plantations sont faites dans les années 1950.
Après la guerre en 1947, la rue est réunie à la place de la Liberté et porte le nom de Staline.
En 1949, on construit à la place du marché au Foin une allée centrale. En 1952, la partie entre la rue de l'Annonciation et la place Babouchkine est asphaltée.
En 1954, on installe des lampadaires électriques sur des supports métalliques façonnés   . Le 6 novembre 1961, la rue est appelée rue de la Paix. En 1965, la rivière Zolotoukha est canalisée sous la rue.

## Édifices et aménagements

### Côté impair
| N° de l'immeuble                            | Description |
| → Pont aux Poissonniers → Rue Lermontov     | → Pont aux Poissonniers → Rue Lermontov |
| ------------------------------------------- | --- |
| 1                                           | Centre multifonctionnel |
| 3                                           | Centre commercial «Leningradsky». Autrefois on y trouvait les étalages de fourrure et de poisson. Monument d'architecture. |
| N° 7-9                                      | 5, 7Magasins. Ensemble du pont de pierre. Édifices construits en 1789-1791 selon les plans de Piotr Botnikov. Classés au patrimoine architectural. Anciens étalages de marchands, classés,. |
| → Pont de pierre → place de la Révolution   | |
| 9                                           | Magasins. Édifices faisant partie de l'ensemble du pont de pierre. Construits en 1789-1791 selon les plans de Piotr Botnikov. Classés. |
| 11                                          | Magasin «le Monde de l'enfance». |
| 13                                          | Maison classée. |
| 15                                          | Ancienne maison d'habitation, classée. |
| 15а                                         | |
| 17                                          | Maison classée. |
| → Pont aux Bouchers → Rue Kozlionskaïa      | |
| 17b                                         | Magasin |
| → Pont Vinterovski → Rue Hertzen            | |
| En face du n° 42                            | Mémorial au bord de la Zolotoukha, tank T-34 installé le 8 mai 1975, la veille du trentenaire de la victoire soviétique sur l'Allemagne hitlérienne |
| → Pont Vedeneïevsky → rue Tchekhov          | |
| 21                                          | Magasin . |
| 23, 25, 25а, 25b                            | Maisons d'habitation. Dernières maisons de bois de la rue de la Paix. |
| croisement avec la Zolotoukha               | |
| Rue de la Purification, 74 en face du n° 90 | Église Saint-Nicolas-sur-Glinki Construite en 1676 sur les dons des paroissiens. Le culte est interdit à partir de 1929 et on y installé en 1932 des bains publics. Ensuite l'édifice est transformé en blanchisserie militaire. En 1995, elle est rendue au culte et elle est restaurée. Édifice du patrimoine architectural. |
| → rue de la Purification                    | |
| 37/39 et rue Galkine 38                     | Construit en 1936. Aujourd'hui siège du département de Vologda des chemins de fer du Nord. |
| → rue Galkine → place Babouchkine           | |

### Côté pair
| N° d'immeuble                                            | Description |
| → rue Sergueï Orlov                                      | → rue Sergueï Orlov |
| -------------------------------------------------------- | --- |
| 2                                                        | Magasins. Anciens étalages de marchands, classés. |
| 4                                                        | Magasins. Anciennes galeries marchandes, classées. |
| 6                                                        | Maison des expositions de foires commerciales. Construite au XVIIIe siècle selon les plans de Piotr Botnikov, classée.                                         |
| 8                                                        | Magasins |
| Perspective de la Victoire, 2                            | Faculté technique de l'université de Vologda. |
| → perspective de la Victoire                             | |
|                                                          | Statue de Lénine en bronze par Nikolaï Tomski, inaugurée en 1958.                                                                                              |
| 10                                                       | Magasin. Ancien bâtiment administratif construit au XIXe siècle, classé.                                                                                       |
| 12                                                       | Magasin. Anciennes galeries marchandes, classées. |
| 14                                                       | Magasin. Ancienne maison d'habitation, classée. |
| 16                                                       | Magasin. Ancienne maison d'habitation, classée. |
| 18                                                       | Magasin. |
| 20                                                       | Magasin. Classé. |
| 22                                                       | Centre commercial «Praga» |
| → rue de l'Annonciation                                  | |
| 30                                                       | Administration du ministère de l'Intérieur de l'oblast de Vologda                                                                                              |
| 32                                                       | Succursale de l'université juridique de Moscou |
| 34                                                       | |
| square                                                   | Monument à l'avionneur Sergueï Iliouchine. |
| → rue d'Octobre                                          | |
| 36                                                       | «Vologdabank» |
| 38                                                       | Maison d'habitation. Au rez-de-chaussée, magasin «Maxi», autrefois s'y trouvait la librairie d'État la «Maison du Livre». Dans l'annexe, il y a la poste n° 1. |
| 40                                                       | Bains des employés du chemin de fer. Construits en 1927. Depuis 2018, une partie de la maison est occupée par le magasin «Piatiorotchka»                       |
| 42                                                       | Maison d'habitation; magasin et succursale de la Sberbank. |
| 56                                                       | École n° 8. Immeuble de trois étages construit en 1939. De 1941 à 1945, on y avait installé l'hôpital militaire n° 1538.                                       |
| → rue Tchekhov                                           | |
| 76, 78                                                   | Magasins. |
| —                                                        | (rue Tchekhov, 12, 14) — immeubles d'habitation, magasins. |
| 80                                                       | immeuble d'habitation, magasins. |
| 80а                                                      | immeuble d'habitation. |
| 82                                                       | Complexe commercial et de loisirs «Oasis». Ouvert en 2006 |
| croisement avec la Zolotoukha                            | |
| 90, 90а                                                  | Immeubles d'habitation |
| 92                                                       | Hôtel «Vologda», construit en 1964 |
| 92а                                                      | |
| 94                                                       | Immeuble d'habitation. On y trouvait autrefois l'école des chemins de fer. Construit en 1938                                                                   |
| 94а                                                      | |
| 96                                                       | Premier immeuble d'habitation de huit étages construit à Vologda en 1968                                                                                       |
| 98                                                       | Magasin «Piatiorotchka» |
| → Rue Pouteïskaïa → Pont Bossu → Chaussée Pochekhonskoïe | |